# Collettea subtilis
Collettea subtilis är en kräftdjursart som beskrevs av Rosalia Konstantinovna Kudinova-Pasternak 1981. Collettea subtilis ingår i släktet Collettea och familjen Colletteidae. Inga underarter finns listade i Catalogue of Life.